# Gorilla Grodd
Gorilla Grodd est un super-vilain de l'univers de DC Comics. Créé par John Broome et Carmine Infantino, le personnage de fiction apparaît pour la première fois dans le comic book Flash #106 en mai 1959.
Gorille doté d'une haute intelligence et de vastes pouvoirs psychiques, Grodd est principalement connu comme un des pires ennemis de Flash, bien qu'il ait également affronté l'ensemble de la Ligue de justice d'Amérique à certaines occasions.

## Biographie fictive
À l'origine, Gorilla Grodd est un gorille ordinaire, jusqu'au jour où ses camarades et lui tombent par hasard sur un vaisseau extra-terrestre (un météore radioactif dans les versions moins récentes). Le pilote du vaisseau rend les singes intelligents, et donne à deux d'entre eux, Grodd et un autre nommé Solovar, des pouvoirs psychiques. En remerciement, les gorilles prennent l'extra-terrestre pour chef. Sous ses ordres, ils fondent une cité hautement avancée technologiquement, Gorilla-City.
Pendant des années, les gorilles vivent en paix, jusqu'au jour où des explorateurs humains tombent par hasard sur la cité. Saisissant l'occasion, Grodd force l'un des humains à tuer l'extra-terrestre, pour se débarrasser de lui sans éveiller de soupçons. Le champ libre, il prend le pouvoir à Gorilla-City et se prépare à conquérir le monde. Pour cela, Grodd fait prisonnier son camarade Solovar, dont il arrache le secret du contrôle mental, afin de s'assurer la loyauté des autres gorilles. Solovar s'échappe de sa cage et contacte télépathiquement Barry Allen, plus connu comme le héros Flash, pour qu'il l'aide. Le super-héros parvient à vaincre Grodd et semble le priver de son pouvoir de contrôle mental.
Il s'avère plus tard que Grodd a malgré tout conservé le pouvoir, ce qui lui permet de soumettre son geôlier. Fort de ce nouvel allié, il réduit en esclavage une race de créatures ailées et tente de développer une machine pour priver les autres gorilles de leur intelligence. À nouveau contacté par Solovar, Flash localise la machine et la détruit, avant de libérer les êtres ailés. Vaincu une fois de plus, Grodd est à nouveau enfermé, cette fois avec quatre gardes. Il s'échappe une fois de plus et développe une machine pour se transformer en humain. Il prend une pilule qui lui donne des pouvoirs psychiques encore plus vastes. Lorsque Flash revient pour l'arrêter, Grodd, fort de ses nouveaux pouvoirs, le vainc aisément. Cependant, l'effet de la machine l'ayant transformé en humain s'avère temporaire. Il reprend sa forme de gorille, sous laquelle son cerveau n'était pas assez évolué pour exploiter la totalité de ses pouvoirs psychiques. Avant qu'il ne puisse réutiliser la machine, Flash remodèle cette dernière en menottes et le ramène à Gorilla-City pour être remis en cellule.
Plus tard, Grodd développe un moyen de transférer son âme dans un nouveau corps et prend le contrôle d'un humain à Central City, la ville de Flash, avant d'être à nouveau emprisonné.
Gorilla Grodd libère ensuite de prison plusieurs ennemis de Flash, pour distraire le héros pendant qu'il s'évade en transférant son esprit dans le corps de Freddy, un gorille issu d'un zoo. Il parvient finalement à priver temporairement Flash de sa vitesse surhumaine en utilisant un système à base de radiations. Grodd est cependant ironiquement battu par la compagne de Freddy, qui s'en prend à lui en l'entendant mentionner une autre femelle gorille. Après sa défaite, lui et Freddy retrouvent leurs corps respectifs.
Plus tard, Grodd affronte le nouveau Flash, Wally West, affrontement au cours duquel il augmente l'intelligence de la majorité des animaux de Central City, espérant mettre en danger les vies des humains. Son plan se retourne cependant contre lui lorsque certains animaux restent loyaux à leurs maîtres. Flash le vainc avec l'aide d'autres héros.
À un certain point, Grodd joint brièvement le groupe de super-vilains Tartarus dirigé par Vandal Savage, ce dernier lui ayant promis l'immortalité et le pouvoir en échange de ses services.
Au cours de ses différentes apparitions, Grodd a tenté pas moins de dix-huit fois d'éliminer toute trace de l'humanité de la planète, allant même jusqu'à voyager dans le temps au Crétacé pour y parvenir.
Grodd s'empare du Cœur des Ténèbres, un talisman ordinairement actif uniquement durant les éclipses, qui lui permet de réveiller la bête intérieure des humains, transformant ainsi la population de Lisbourg en monstres bestiaux et féroces sous son contrôle. Supergirl réussit néanmoins à combattre son influence jusqu'à ce que le Soleil retrouve son état normal. Gorilla est apparemment tué à la fin de cet épisode.
Un des plans le plus élaborés de Grodd est d'arranger l'assassinat de Solovar et de pousser par manipulation Gorilla-City à déclarer la guerre à l'humanité, grâce à l'aide d'une secte de singes nommés Simian Scarlet. Au cours de cette aventure, Grodd absorbe trop d'énergie neurale de ses camarades singes, le laissant avec l'intelligence d'un singe ordinaire. Il retrouve finalement son intelligence et ses pouvoirs, mais une tentative ratée d'établir une base en Floride le conduit à une nouvelle incarcération.
Désormais coincé dans le corps d'un vagabond obèse, Grodd est brièvement agressé par un gang de rue surnommé les Vautours. L'un d'entre eux déclare que leur camarade Iggo a la force d'un gorille, ce qui provoque un déclic chez Grodd lui redonnant sa mémoire, sa véritable forme et ses pouvoirs. Après avoir rapidement battu les Vautours en leur faisant croire télépathiquement qu'ils tombaient dans de la lave, il lit leurs pensées, découvre qu'un des anciens membres du gang était un ami de Flash, le conduisant à élaborer un nouveau plan.
Grodd trouve ensuite un météore similaire à celui qui lui avait donné ses pouvoirs, et contacte Hector Hammond, un humain ayant obtenu des pouvoirs de manière similaire. Ayant amélioré son évolution avec son aide, il réussit à prendre le contrôle de Gorilla-City, mais est une fois de plus vaincu.
Grodd cause aussi la paralysie de Hunter Zolomon, l'un des amis de Flash, engendrant par extension sa transformation en Zoom.
Grodd attaque par la suite avec ses forces l'Ultramarine Corps. Il fait tuer la majorité des civils qu'ils protègent, et en mange quelques-uns personnellement. Cet acte lui vaut de passer numéro trois des criminels les plus recherchés du monde.

## Pouvoirs et capacités

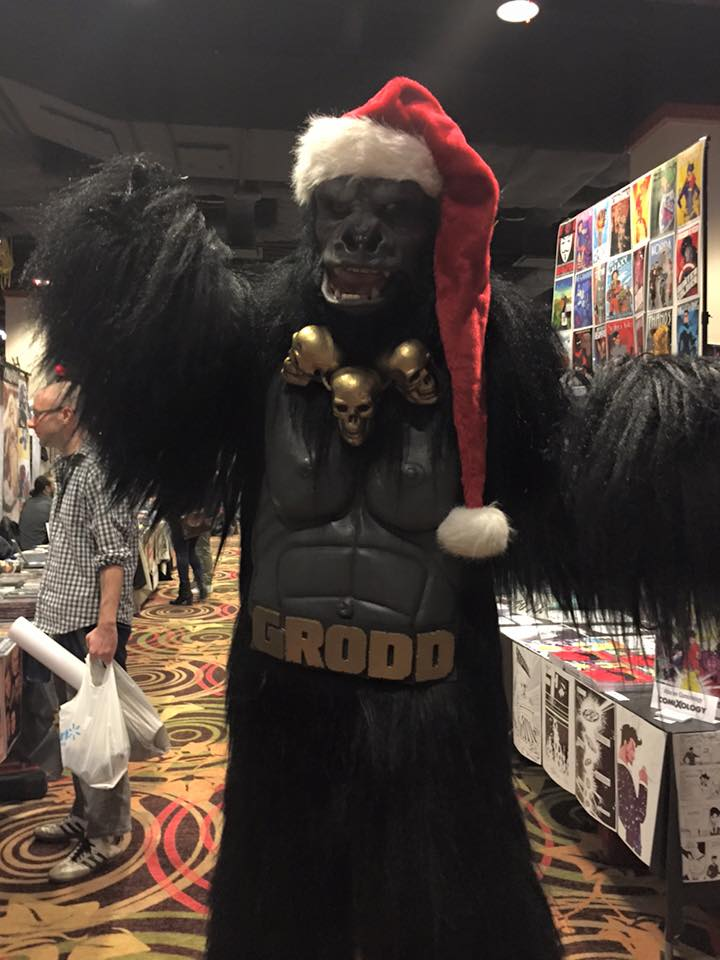
Cosplay de Gorilla Grodd.

Gorilla Grodd possède de très vastes pouvoirs psychiques, qu'il peut employer à divers usages. Quelques-uns des usages qu'il en a fait incluent le contrôle mental, la télépathie, la télékinésie dont les attaques télékinésiques, la transmutation de la matière via télékinésie et le transfert de son esprit dans le corps d'autres êtres vivants. Dans les incarnations plus récentes, il a démontré la capacité à absorber l’intelligence d'êtres humains en consommant leurs cerveaux. On peut toutefois noter que certains Flash ont démontré la capacité à résister partiellement à sa télépathie grâce à leur vitesse.
En dehors de ses pouvoirs, Gorilla Grodd possède les aptitudes propres à un gorille, et une force très supérieure à un gorille moyen. C'est un génie scientifique et stratégique, capable de construire une grande variétés de machines avancées et d'organiser des plans élaborés pour arriver à ses fins.

## Adaptations à d'autres médias

### Télévision
- Super Friends (1973-1986) animation (Hanna–Barbera)
- La Ligue des justiciers (Justice League puis Justice League Unlimited, 91 épisodes, Paul Dini, Bruce Timm, 2001-2006) avec Powers Boothe (VF : Marc Alfos, Philippe Ogouz)
- Batman : L'Alliance des héros (Batman: The Brave and the Bold) avec John DiMaggio (VF : Thierry Murzeau)
- Superman/Batman : Ennemis publics avec Brian George (VF : Thierry Murzeau)
- Dans la série télévisée Flash, Grodd est un gorille qui a été utilisé comme cobaye par le général Eiling pour des expériences sur la télépathie. Plus tard, il sera recueilli par "Harrison Wells" au sein de STAR Labs mais s'évadera lors de l'explosion du générateur de particules. Il ira alors se réfugier dans les égouts de la ville. Développant son intelligence et d'incroyables pouvoirs psychiques, il sera utilisé par Reverse-Flash pour distraire Flash le temps de mettre son plan au point. Il finit par échouer à tuer Flash et se retrouve sur une autre Terre près d'une ville habité par d'autres Gorilles mutants. Grodd manipulera Flash pour détrôner Solovar et prendre le contrôle de son armée de Gorilles pour envahir Central City. Mais son plan échouera et il sera vaincu par Solovar qui reprendra la tête de son armée. Le jour de l'Enseignement causé par DeVoe, Grodd utilise ses pouvoirs pour contrôler un garde de l'A.R.G.U.S. pour avoir des renseignements sur King Shark ainsi que sur sa couronne télépathique et préparer son évasion. Il sera vaincu par King Shark avec l'aide de Flash et Xs (alias Nora West Allen, la fille de Barry et Iris), et placé dans un coma artificiel pour l'empêcher d'utiliser ses pouvoirs . Grodd se battra finalement aux côtés de Flash pour vaincre Solovar dans son esprit. Puis Grodd retournera à Gorilla City pour faire amende honorable de ses actions passées.
- Legends of Tomorrow. Cette série se situe dans le même univers que Flash. Grodd rejoindra les fidèles du démon Mallus pour combattre les Légendes mais sera vaincu et renvoyé dans sa prison de l'A.R.G.U.S.

### Film d'animation
- Batman Ninja (Junpei Mizusaki, 2018) (VF : Paul Borne)

### Le personnage de Grodd dans DC Super Hero Girls
Dans les dessins animés DC Super Hero Girls, Grodd fait partie des gentils, c'est l'un des rares personnages masculins de cette série. C'est un ancien super-vilain repenti qui est devenu professeur dans l'école de super-héros.

### Jeux vidéo
- Lego Batman 2: DC Super Heroes (contenu supplémentaire)
- Lego Batman 3 : Au-delà Gotham
- DC Universe : Free to play
- Injustice 2